# Intrusos (programa de televisión chileno)
Intrusos, originalmente llamado Intrusos en la televisión, fue un programa de televisión chileno producido y emitido por La Red entre el 30 de enero de 2006 hasta el 31 de diciembre de 2019. Estaba dedicado a cubrir temas del espectáculo y farándula nacional.

## Historia

### Intrusos en la Televisión/Intrusos
Desde su estreno el 30 de enero de 2006 hasta fines de 2012, fue conducido por la periodista Julia Vial, quien en un comienzo fue acompañada por Gaspar Domínguez hasta el 16 de junio de 2008. Desde enero hasta junio de 2013, el periodista Víctor Gutiérrez estuvo a cargo de la conducción, mientras que a partir de julio, Jennifer Warner se integró como animadora oficial del espacio, tras la salida de Gutiérrez. Hasta octubre de 2017, cuando Warner es desvinculada de La Red por no llegar a acuerdo económico con el canal, desde esa fecha la periodista Alejandra Valle asume la conducción del programa hasta julio de 2019, dónde debido a sus polémicos dichos en contra de Carabineros de Chile, fue desvinculada del canal. El último conductor del programa fue el periodista Michael Roldán.
Durante la última semana de febrero de 2010, Intrusos en la Televisión se transmitió desde Viña del Mar con motivo del Festival de Viña del Mar.
Desde principios de marzo hasta fines de junio de 2010, la conducción del programa estuvo a cargo de la periodista Carolina Brethauer, quien reemplazó a Julia Vial con motivo de su pre y postnatal.
Entre enero de 2009 y febrero de 2010, se emitió una segunda edición diaria del programa llamada Intrusos Prime que se emitía a las 7:10 p.m. En abril de 2010, cambia su conocido logo del ojo mirando por la cerradura por una letra "i" encerrada en un círculo rojo más un fondo blanco y acortando el nombre a solamente "Intrusos", el cual fue "rediseñado" junto con el cambio de imagen del canal, en enero de 2011, a una versión con tonalidades verdes. En marzo de 2012 reincorpora el diseño de la  "cerradura" en su logo, pero con el borde neon, y púrpura.
A partir del sábado 1 de junio de 2019 el programa comienza a emitir un resumen semanal desde las 10:00 a. m.
Desde noviembre de 2019, luego de haber estado días sin ser emitido, el programa sufre modificaciones de contenido producto de la crisis social de Chile tomando el nombre de "Intrusos Ciudadano". Paralelamente cambia su horario de emisión de las 12:00 p.m. a las 12:55 p.m.
A principios de diciembre de 2019, el canal La Red anuncia que el programa Intrusos dejará de ser emitido a partir del 31 de diciembre de 2019, lo que finalmente se concretó.

### Intrusos Prime
Intrusos Prime fue un segundo horario de la tarde del programa original dedicado a cubrir temas de farándula. Estrenado el 5 de enero de 2009 de lunes a viernes a las 7:00 p.m. y fue conducido por Macarena Ramis o por Julia Vial (edición matinal), quienes estaban acompañadas por un grupo de panelistas. Los últimos panelistas del programa de la tarde fueron Miguel Ángel Guzmán (2009-2010), René Naranjo (2009-2010) y Lucía López (2010). Algunos de los que estuvieron en Intrusos Prime fueron Macarena Ramis (conductora; 2009), Rocío Ravest (2009), Pipo Constant (2009), Eliana Albasetti (2009) y Mariela Montero (2010). Entre las secciones del programa se encontraban Minuto Farandulero e InterBreves. Su última emisión fue el 26 de febrero de 2010.

## Equipo

### Conductores
- Michael Roldán (2019)
- Alejandra Valle (2017-2019)
- Jennifer Warner (2013-2017)
- Víctor Gutiérrez (2013)
- Julia Vial (2006-2012)
- Carolina Brethauer (2010)[7]
- Gaspar Domínguez (2006-2008)

### Panelistas
- Francisco Trujillo (2019)
- Alfredo Lamadrid (hijo) (2019)
- Natalia Mandiola (2019)
- Camila Andrade (2014-2015-2016-2019)
- César Barrera (2014, 2019)
- Claudia Schmidt (2017-2019)
- Michael Roldán (2011-2012-2013-2014-2015-2016-2017-2018-2019)
- Catalina Pulido (2016-2019)
- Nataly Chilet (2016-2019)
- Roberto Van Cauwelaert  (2016-2019)
- Mariela Sotomayor (2018)
- Andrés Gómez (2018)
- Osvaldo Solorza (2015-2018)
- Manu González (2018)
- Alejandra Valle (2011-2012-2014-2017)
- José Miguel Villouta (2011-2016)
- Jaime Coloma (2015-2016)
- Pamela Jiles (2012-2015)
- Mariana Alcalde (2014)
- Felipe Avello (2013-2014)
- Conty Ganem (2013)
- Jaime Coloma (2015)
- Daniel Pinto (2011-2013)
- Janine Leal (2013)
- Antonella Ríos (2013)
- Paola Camaggi (2013)
- Constanza Varela (2012)
- Mechita Moreno (2012)
- María Luisa Mayol (2011-2012)
- Gonzalo Egas (2012)
- Andrés Baile (2011)
- Ricardo Cantín (2008, 2011)
- Roberto Dueñas (2011)
- Ruth Gamarra (2011)
- Nelson Mauricio Pacheco (2010-2011)
- Ana Sol Romero (2011)
- Lucía López (2010)
- Miguel Ángel Guzmán (2007-2010)
- Maxi Fuentes (2007)
- René Naranjo (2009-2010)
- Paola Camaggi (2010)
- Mariela Montero (2010)
- Andrea Dellacasa (2010)
- Eliana Albasetti (2009)
- Rocío Ravest (2007-2009)
- Sebastián Carter (2008-2009)
- Pipo Constant (2008-2009)
- Alejandra Álvarez (2007-2008)
- Paulina Nin de Cardona (2007)
- María Luisa Cordero (2007)
- Macarena Ramis (2006-2011)
- Jorge Aedo (2006)
- Amalia Granata (2006)
- Jessica Cusnier (2006)
- Bernardita Ascui (2006)
- Juan Yarur (2006)
- Victoria Lissidini (2006)
- Freddy Guerrero (2006)